# Kosten des Insolvenzverfahrens
Unter Kosten des Insolvenzverfahrens versteht § 54 Insolvenzordnung (InsO)
1. die Gerichtskosten für das Insolvenzverfahren;
2. die Vergütungen und Auslagen des (vorläufigen) Insolvenzverwalters und der Mitglieder des Gläubigerausschusses. Die Höhe der Vergütung ist detailliert in der Insolvenzrechtlichen Vergütungsverordnung (InsVV) geregelt.

## Allgemeines
Die Deckung dieser Kosten ist Voraussetzung für die Eröffnung des Insolvenzverfahrens, § 26 InsO. Die Kosten des Verfahrens werden vor allen anderen Kosten bedient, sie werden auch als Massekosten – wohl noch in Anlehnung an § 58 Konkursordnung – bezeichnet, obwohl sie mit den Massekosten im Rahmen der Konkursordnung nicht identisch sind. Sie gehen insbesondere den Gläubigerforderungen vor.
Die Gerichtskosten unterteilen sich in Gebühren für den Antrag auf Eröffnung des Insolvenzverfahrens zum einen und Gebühren für die Durchführung des Insolvenzverfahrens zum anderen. Maßgeblich für die Berechnung ist das Gerichtskostengesetz mit dem Kostenverzeichnis. Die Auslagen sind ebenfalls im Kostenverzeichnis zum Gerichtskostengesetz geregelt.
Hinsichtlich der Vergütungen und Auslagen fällt die Vergütung des (vorläufigen) Insolvenzverwalters in der Regel am deutlichsten ins Gewicht. Nicht zuletzt aus diesem Grund ist sie auch Gegenstand zahlreicher revisionsgerichtlicher Entscheidungen. 

## Berechnung
Die Höhe der Vergütung ist detailliert in der InsVV (Insolvenzrechtliche Vergütungsverordnung) geregelt. Sie beträgt mindestens 1.000 € (§ 2 Abs. 2 InsVV). Im Übrigen ist die Vergütung von der Insolvenzmasse sowie der Anzahl der anmeldenden Gläubiger abhängig. § 2 Abs. 1 InsVV sieht dabei eine Staffelung vor, nach der von den ersten 25.000 € in der Regel 40 % an den Insolvenzverwalter gehen, von dem über 50.000.000 € hinausgehenden Betrag 0,5 %. Die Verordnung sieht zahlreiche Zu- und Abschläge vor. 
Die Vergütung des vorläufigen Insolvenzverwalters richtet sich gemäß § 11 InsVV nach der Vergütung des Insolvenzverwalters. Sie beträgt in der Regel 25 % dieser Vergütung.
Die Berechnung der Vergütung der Mitglieder des Gläubigerausschusses ist in den §§ 17 f. InsVV geregelt. Vorgesehen sind Stundensätze zwischen 50 € und 300 € zuzüglich Auslagen und Umsatzsteuer.
Die Kosten des Verfahrens können natürlichen Personen, die einen Antrag auf Restschuldbefreiung stellen, auf Antrag gestundet werden, § 4a InsO (zum Reformvorhaben vgl. Wohlverhaltensperiode). Anders als die Prozesskostenhilfe kann die Stundung der Kosten des Insolvenzverfahrens nicht mit der Begründung versagt werden, der Schuldner habe die Vermögenslosigkeit schuldhaft herbeigeführt.

## Rechtspolitisches
In den meisten Insolvenzverfahren erfolgen entweder äußerst niedrige oder gar keine Ausschüttungen an die Gläubiger. Das geht nicht zuletzt darauf zurück, dass gerade bei geringen Massen von wenigen Tausend Euro die Kosten des Verfahrens den Großteil der Masse aufzehren. Zu bedienen sind das Gericht, der Sachverständige, der die Eröffnungsvoraussetzungen prüft, der vorläufige und schließlich der endgültige Insolvenzverwalter. Ein Insolvenzverfahren kann in der Regel erst eröffnet werden, wenn die Masse über 2.000 € liegt. 
Denkbar und nicht so selten sind Verfahren, die etwa aufgrund der unübersichtlichen Verhältnisse des Schuldners einen großen Aufwand erfordern. Die dadurch bedingten Zuschläge führen dazu, dass die Masse weitaus größer sein muss, damit das Verfahren eröffnet werden kann. Aus Sicht der Gläubiger ist die Erkenntnis, dass die gesamte Masse letztlich vom Insolvenzverwalter vereinnahmt wird, schwer verständlich. Der Insolvenzverwalter ist jedoch in Deutschland in aller Regel Freiberufler, jedenfalls ist er kein Beamter oder Angestellter im öffentlichen Dienst. Da vor diesem Hintergrund eine kostenlose Tätigkeit nicht in Betracht kommt, liegen die Alternativen zum einen in der Verfahrensabwicklung durch das Insolvenzgericht, zum anderen im Verzicht auf das Verfahren. Im letzteren Fall würden die meisten Gläubiger nichts erhalten, da die professionellen Gläubiger (etwa Banken) durch Sicherheiten, überlegenes Wissen und vorgehaltene Inkasso-Apparate den nicht institutionellen Gläubigern kein haftendes Vermögen übrig ließen. Ein nicht mehr marktfähiger Schuldner würde zudem weiter am Markt agieren und weitere Gläubiger schädigen können.
Ein weiterer Grund für geringe Quoten liegt zudem darin, dass der Insolvenzantrag oft verspätet gestellt wird (vgl. Insolvenzverschleppung). Selbst die nur in bestimmten Fällen angedrohte Haftung (etwa § 64, § 84 GmbHG) verhindert nicht die enorme Anzahl der verschleppten Insolvenzen.